# Potencial Volta
En electroquímica el  potencial Volta  (también llamado  diferencia de potencial de Volta , o  diferencia de potencial externa , Δψ, psi delta), es la diferencia de potencial eléctrico entre dos puntos en el vacío: (1) cerca de la superficie del metal M1 (2) cerca de la superficie de metal M2, donde M1 y M2 son dos metales que entran en contacto sin carga.
El nombre de potencial Volta es en honor de Alessandro Volta.

## Origen
Cuando dos metales están aislados eléctricamente entre sí, puede existir entre ellos una diferencia de potencial arbitraria Sin embargo, cuando dos metales diferentes se ponen en contacto, los electrones fluyen del metal con una menor función de trabajo hacia el metal con la función de trabajo más alta, hasta que el potencial electroquímico de los electrones en el conjunto de ambas fases queda igualado. El número real de electrones que pasa entre las dos fases es pequeño, y la ocupación del nivel de Fermi no se ve prácticamente afectada.

## Medida
La diferencia de potencial de Volta es medible. Se relaciona con la capacidad de un condensador electrostático, las dos partes que se hacen de los dos metales de las cuales se mide la diferencia potencial de Volta y la carga eléctrica se utiliza para cargar el condensador. La diferencia de potencial Volta entre un metal y un electrolito se puede medir de una manera similar.